# دستور الإمبراطورية الرومانية المتأخرة
كان دستور الإمبراطورية الرومانية المتأخرة مجموعة غير مكتوبة من المبادئ التوجيهية التي سُنت، على نحو رئيسي، عبر السوابق القضائية، محددة الطريقة التي حُكمت بها الإمبراطورية الرومانية المتأخرة. برزت الإمبراطورية الرومانية المتأخرة، بوصفها تقليدًا تاريخيًا، من عهد الزعامة الرومانية (الإمبراطورية الرومانية الأولى)، مع تولي ديوكلتيانوس العرش عام 284 ميلادية، وكان عهده إيذانًا ببداية الحكم الرباعي. اعترف دستور الدولة الحاكمة في نهاية المطاف بأن الملكية هي المصدر الحقيقي للسلطة، منهيًا بذلك نظام الحكومة الثنائية المفترض، الذي حكم فيه الإمبراطور ومجلس الشيوخ الإمبراطورية سويًا.
أنهت إصلاحات ديوكلتيانوس، بشأن الحكومة الإمبراطورية، حيلة الحكام الجمهوريين القدامى (كالقناصل والبريتور) التي جعلتهم أكثر من مسؤولين محليين، وخولتهم سلطات تتجاوز روما نفسها. لم يكن للقناصل، بحلول أواخر الإمبراطورية، مهام حقيقية تتجاوز رئاسة اجتماعات مجلس الشيوخ واقتصرت مهام الحكام الأقل منزلة على مجرد تنظيم الألعاب المختلفة. اختفى معظم الحكام الآخرين.
حاول ديوكلتيانوس إصلاح النظام الإمبراطوري نفسه بتشكيله من أربعة أباطرة، اثنين يحملون لقب أغسطس واثنين يحملون لقب قيصر، بحيث يحكم كل واحد ربع الإمبراطورية. غير أن هذا الهيكل الدستوري، المعروف باسم الحكم الرباعي، فشل حتى في البقاء إلى ما بعد ديوكلتيانوس، الذي عاش ليشهد انهيار نظامه والحروب الأهلية التي تلت تقاعده بعد تنازله عن العرش عام 305 ميلادية.
سن كذلك إصلاحات إدارية كبيرة بشأن الإمبراطورية. بقي تقسيمه للإمبراطورية إلى إمبراطورية للشرق وأخرى للغرب، بحيث يحكم كل إمبراطورية إمبراطور منفصل، مع حدوث إخلال للوحدة السياسية لفترات وجيزة. لم تعد مدينة روما مقر الحكومة الإمبراطورية، رغم أنها ظلت العاصمة الوحيدة إلى أن تبوأت القسطنطينية هذا المركز عام 359 ميلادية، وكان مقرها في الغرب عادة في ميلانو، وأحيانًا في ترير، ما إذا كان الإمبراطور مقيمًا هناك، أو حيثما كان الإمبراطور متواجدًا منذ القرن الرابع، إذ كان الأباطرة يتنقلون حول ممالكهم.
كان الحاكم الحضري الذي عينته الإمبراطورية هو رئيس إدارة المدينة. ترأس نائب حاكم إيطاليا الإدارة الإمبراطورية لإيطاليا جنوب جبال الأبينيني والجزر. استمر مجلس الشيوخ والحكام التنفيذيون في العمل كما حدد دستور ديوكلتيانوس في الأصل. بقيت الانقسامات المدنية والعسكرية للإمبراطورية في عهد ديوكلتيانوس سارية مع حدوث تغيير طفيف، رغم أن صعيد مصر منذ منتصف القرن الخامس كان يحكمه الجنرال، الدوكس، الذي مارس السلطة المدنية على السكان. عدل الأباطرة اللاحقون، كالإمبراطور قسطنطين، دستور ديوكلتيانوس، بتغيير أدوار المسؤولين نوعًا ما، مع عدم تغيير الإطار الإداري. لم تحدث تغييرات كبرى حتى عهد جستنيان الأول 527-565، الذي شهد ما يقرب من إلغاء الطبقة الإقليمية من المسؤولين، وإضعاف وزارة الخزانة والتاج العقاري بشكل كبير.

## الأغسطس والقيصر

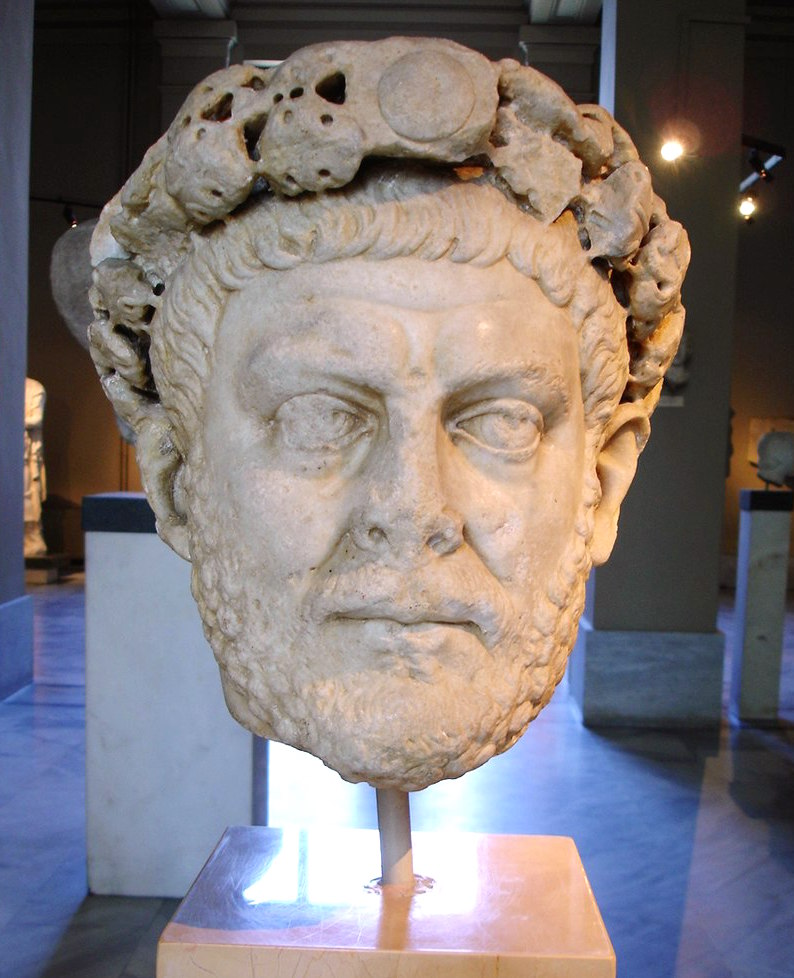
الإمبراطور الروماني ديوكلتيانوس، الذي صاغ دستور الحكم الرباعي.

جرى تقاسم السلطة، بموجب دستور ديوكلتيانوس الجديد، بين اثنين من الأباطرة، وقد لُقبا بالأغسطس. كان تعيين أغسطسيين متكافئين بمثابة ولادة جديدة للمبدأ الجمهوري القديم للحكم الجماعي، إذ اعتُرف بجميع القوانين والمراسيم والتعيينات التي جاءت من أحدهما، على أنها تأتي من كليهما معًا. كان من المقرر أن يحكم أحد الأغسطسيين النصف الغربي من الإمبراطورية، والآخر يحكم النصف الشرقي من الإمبراطورية. جعل ديوكلتيانوس مكسيميانوس شريكه في الأغسطسية، مانحًا إياه الإمبراطورية الغربية، في حين حكم ديوكلتيانوس الإمبراطورية الشرقية. جعل ديوكلتيانوس نيقوميديا عاصمة له، في حين جعل مكسيميانوس ميلانو عاصمة له. أطلق ديوكلتيانوس على أرضه اسم باترس أورينتس، في حين أطلق مكسيميانوس على أرضه اسم باترس أوتشدنتس، في محاولة لجعل نصفي الإمبراطورية إمبراطورية واحدة من الناحية الرمزية.
تميز الأغسطس قانونيًا عن البرينسيبيس الروماني القديم (الأباطرة الرومان تحت حكم الزعامة)، إذ حل البرينسيبيس، في ظل عهد الزعامة، محل الحكام الجمهوريين القدامى. عند إصدار البرينسيبيس مرسومًا، فإنه يظل ساريًا طالما البرينسيبيس هو الإمبراطور، وبالمقابل، في ظل الجمهورية، يسري أي مرسوم يصدره الحاكم طالما أن ذلك الحاكم كان في منصبه. كان مجلس الشيوخ والجمعيات التشريعية، في ظل الجمهورية والزعامة، هما فقط المؤسسات الدائمة، بالتالي هما فقط من يمكنهما تمرير القوانين التي تظل سارية إلى أجل غير مسمى. حل الأغسطس، في ظل النظام الرباعي الجديد لديوكلتيانوس، محل مجلس الشيوخ والجمعيات التشريعية، بالتالي ظل أي مرسوم من الأغسطس ساريًا حتى بعد ترك الإمبراطور منصبه. لا يمكن إبطال المرسوم إلا من جانب إمبراطور مستقبلي. لا يمكن للحاكم أو الجمعيات التشريعية أو مجلس الشيوخ، وفقًا للتوسع المنطقي في استخدام المفهوم، تقييد الإمبراطور قانونيًا.
كان للحاكم الجمهوري القديم، وكذلك البرينسيبيس، على حد سواء، مركز قانوني. منحت الدولة الحكام، في عهد الجمهورية، الإذن بشغل مناصبهم، ومنحت الدولة البرينسيبيس، في عهد الزعامة، الإذن القانوني ليكون الإمبراطور. لم يكن أي أغسطس، على النقيض من ذلك، بحاجة إلى تفويض من الدولة ليكون إمبراطورًا، لأن الأغسطس أصبح يمثل رأس الدولة. تجلت السلطة العليا للأغسطس عبر أرديتهم (التي زُينت بالأحجار الكريمة) والإكليل الإمبراطوري، وكذلك عبر مراسم محددة كان على أي شخص يقترب منه تأديتها. اعتُبر الأغسطس، على عكس البرينسبيس القديم، أكثر من مجرد بشر، وهو ما اتُضح عبر التشريف الذي حصل عليه. كان هذا التشريف، في الماضي، من نصيب الآلهة فحسب. في حين تلقى الأباطرة مثل هذه التشريفات في الماضي، فإنهم قد حصلوا عليها بعد وفاتهم فحسب، ومع ذلك، قد يحصل الأغسطس على مثل هذا التشريف وهو لا يزال على قيد الحياة.
عين ديوكلتيانوس ومكسيميانوس، في عام 293 ميلادية، قيصريين، ما أدى إلى نشوء نظام «الحكم الرباعي» («حكم أربعة أشخاص»). كان كل قيصر تابع لأغسطسه، وتمثلت سلطتهم الوحيدة في السلطة التي منحها إياهم الأغسطس. كانت مكانتهم أدنى من الأغسطس حتى أنهم حصلوا على راتب ثابت. عادة ما تشمل السلطات المفوضة لهم الحق في الاستماع إلى الطعون، وغالبًا ما خُصصت لهم مجموعة من المقاطعات، ليتمكنوا من الإشراف على حكامها. كان السبب وراء إنشاء ديوكلتيانوس منصب القيصر هو خلق طريقة يمكن من خلالها حدوث الخلافة المنظمة، بحيث عندما يموت الأغسطس، يحل أحد القيصريين محله. عند تعيين قيصر جديد، يقبله أغسطسه. كان ديوكلتيانوس يأمل في أن يستقيل الأغسطسيين لاحقًا بشكل مشترك في وقت ما، متيحين للقيصريين بأن يحلا محلهم.